# Boldog (település)
Boldog község Heves vármegye Hatvani járásában.

## Fekvése
A Zagyva és a Galga folyók között, a járási székhely Hatvantól 9 kilométerre délre helyezkedik el. Az 1950-es megyerendezés előtt Pest-Pilis-Solt-Kiskun vármegye Gödöllői, majd Aszódi járásához tartozott.
Hatvant leszámítva csak két települési szomszédja van: délkelet felől Jászfényszaru, délnyugat felől pedig Tura. Előbbivel a 3126-os út, Turával és Hatvannal a 31 121-es számú mellékút köti össze.
Vasútállomása nincs, de határszélét érintik északon a Budapest–Sátoraljaújhely-vasútvonal és a Hatvan–Újszász-vasútvonal vágányai is, s ezek közös hatvani állomása felől a falu könnyen elérhető.

## Története
Boldog a Zagyva és a Galga folyók között, három vármegye (Heves, Jász-Nagykun-Szolnok és Pest) találkozásánál fekszik. A település és határa régészeti leletekben gazdag. A településtől délre halad el a szarmaták által 324 és 337 között épített, a Dunát a Tiszával összekötő Csörsz árok nyomvonala.
Első említése 1395-ből való.
A község folyamatosan fejlődött, 1867 után szőlőt telepítettek itt, és ekkortól vált jelentőssé a dinnyetermesztés is.
Boldog Heves vármegye egyik leghűségesebb hagyományőrző faluja. A boldogi hímzések első mintakönyvét 1942-ben adták ki: ebben is bemutatták a boldogi fehérhímzést.
A boldogi népviseletet élőben is megnézhetjük a sok látogatót vonzó júniusi Jézus Szíve-búcsún. Több együttes is alakult a régi szokások, énekek életben tartására: a Kaláris népi táncegyüttes, a boldogi férfikórus és az asszonykórus.

## Közélete

### Polgármesterei
- 1990–1992: Kepes János (független)[3]
- 1992-1994: Zsíros István (független)
- 1994–1998: Záhonyi György (független)[4]
- 1998–2002: Révész Péter (független)[5]
- 2002–2006: Püspökiné Nagy Erzsébet (független)[6]
- 2006–2010: Püspökiné Nagy Erzsébet (független)[7]
- 2010–2014: Püspökiné Nagy Erzsébet (független)[8]
- 2014–2019: Laczkó Roland (független)[9]
- 2019–2022: Laczkó Roland (független)[10]
- 2022–2024: Püspöki Istvánné (független)[11]
- 2024– : Püspöki Istvánné (független)[1]

A településen 2022. november 20-án időközi polgármester-választást (és képviselő-testületi választást) kellett tartani, mert az addigi képviselő-testület augusztus 15-én feloszlatta magát.

## Népesség
A település népességének változása:
| Lakosok száma | 3021 | 2987 | 2937 | 3001 | 2876 | 2897 | 2890 |
|               | 2013 | 2014 | 2015 | 2021 | 2022 | 2023 | 2024 |

2001-ben a település lakosságának 96%-a magyar, 4%-a cigány nemzetiségűnek vallotta magát.
A 2011-es népszámlálás során a lakosok 93,2%-a magyarnak, 8,2% cigánynak mondta magát (6,8% nem nyilatkozott; a kettős identitások miatt a végösszeg nagyobb lehet 100%-nál). A vallási megoszlás a következő volt: római katolikus 73,7%, református 1,4%, evangélikus 0,3%, görögkatolikus 0,2%, felekezeten kívüli 7,2% (14,4% nem nyilatkozott).
2022-ben a lakosság 94%-a vallotta magát magyarnak, 4,3% cigánynak, 0,1-0,1% ukránnak németnek és románnak, 1,7% egyéb, nem hazai nemzetiségűnek (5,9% nem nyilatkozott; a kettős identitások miatt a végösszeg nagyobb lehet 100%-nál). Vallásuk szerint 53,1% volt római katolikus, 2,6% református, 0,1% görög katolikus, 0,1% evangélikus, 2,3% egyéb keresztény, 0,9% egyéb katolikus, 6,3% felekezeten kívüli (34,6% nem válaszolt).

## Nevezetességei
- Tájház – 1871-ben épült, műemlék jellegű épület, a palóc építészet és kultúra hagyományait mutatja be
- Barokk stílusú templom, kertjében a Nepomuki Szent János szobor
- Hőskert az I. és II. világháborús emlékművel
- Temetői kápolna, falán Dr. Davida Sándor (Táncsics Mihály orvosa) emléktáblájával szemben a Millenniumi Emlékpark Szent István szobrával és a boldogi honvédek tiszteletére állított kopjafával

## Híres emberek
- Itt született Berecz Ede orgonista, főszékesegyházi karnagy, zenetanár (1839–1910)

## Képgaléria

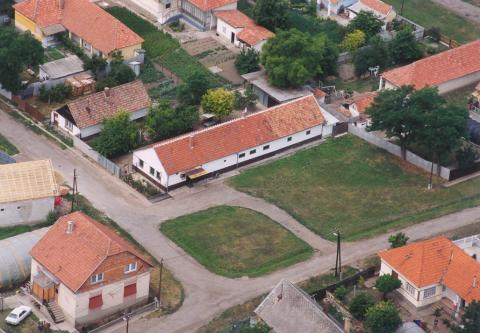
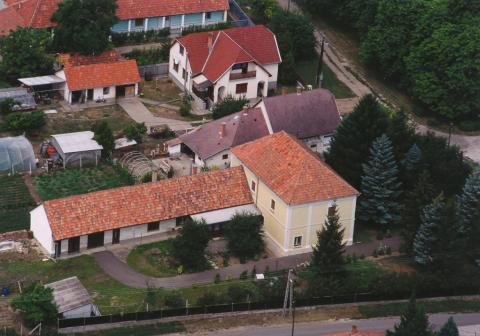
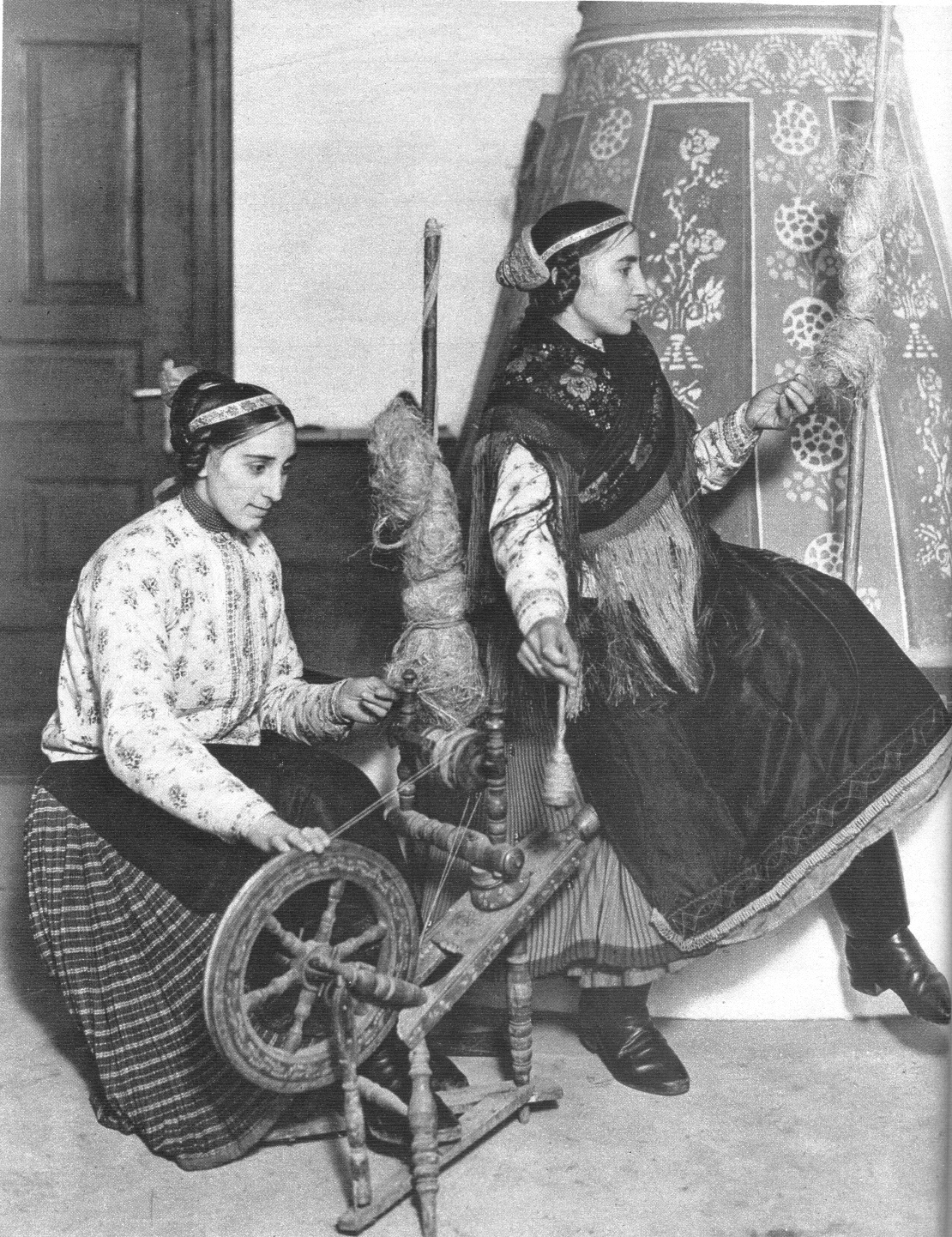
Boldogi fonó asszonyok